# Bayan Salman

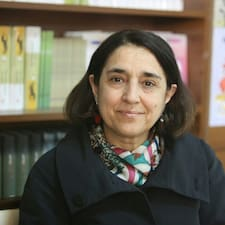
Bayan Salman (2019)

Bayan Salman (kurdisch به‌یان سه‌لمان; geboren 1961 in Kirkuk, Kurdistan, Irak) ist eine kurdischsprachige Schriftstellerin, Dichterin und Übersetzerin, die ihre Werke in kurdischer, arabischer und französischer Sprache verfasst. Sie lebt seit 1998 in Paris.

## Leben und Werk
Nach der Schulausbildung in Kirkuk studierte sie an der Universität von Bagdad und erwarb dort einen Abschluss in Wirtschaftspolitik. Von 1988 bis 1992 unterrichtete sie Wirtschaftswissenschaften an der Ranya Technical Highschool im Nordirak. Nach dem Aufstand der Kurden und Schiiten im Jahr 1991 ließ sie sich in Sulaimaniyya nieder und arbeitete mit verschiedenen NGO´s zusammen. Nach zahlreichen politischen Unruhen in Kurdistan zog sie im Jahre 1998 nach Frankreich. Dort studierte sie an der Universität Paris VIII Zeitgenössische und Französische Literatur. Nach ihrer Tätigkeit bei dem kurdischen Fernsehsender Tishk TV in Paris übernahm sie die Leitung des Magazins Concept und trug zur Gründung des Magazins Sardami Jn (L'Ère des femmes) bei. Sie gründete im Jahr 2013 das kurdisch-französische Magazin TRANSCULTURES. Salman übersetzte zahlreiche Werke, unter ihnen den Roman Les Grottes de Haydrahodahus des bekannten syrischen Schriftstellers Salim Barakat aus dem Arabischen ins Französische, der von Editions Actes Sud im Jahr 2008 herausgegeben wurde. Im Jahr 2016 erhielt sie für ihren kurdischsprachigen Roman Adams Nächte (شه‌وانی ئاده‌م) den höchsten Preis, den der kurdische Endeshe Verlag an Schriftsteller vergibt.

## Romane, Dichtungen und Übersetzungen
- 1994, Namoy ser u Herassi dimanakan «Zerschlagene Figuren», Sammlung kurdischer Gedichte, Range Verlag, Sulymaniya Kurdistan (Irak).
- 1996, Miratyakani Gor Halkaneke «Das Vermächtnis eines Bestatters», Sammlung kurdischer Kurzgeschichten, Revue Goutar, Sulymaniya Kurdistan (Irak).
- 2006, Ana kama fi hikayat al-jenya «Ich bin wie aus einer Märchenwelt», Gedichtband in arabischer Sprache, Range Verlag, Sulymaniya Kurdistan (Irak).
- 2008, Kouhouf haydrahodahus, «Les Grottes de Haydrahodahus», Roman von Salim Barakat, Übersetzung aus dem Arabischen ins Französische, Éditions Actes Sud (Frankreich).
- 2008, Boraq, Roman in arabischer Sprache, Al-Zaman Verlag, Syrien.
- 2008, Tilka Al-Gayma Al-Sakina «Die stillstehenden Wolken», Al-Zaman Verlag, Syrien.
- 2011, Nawakani madayi «Die Nachkommen von Madayi», Roman in kurdischer Sprache, Yad Verlag, Sulymaniya Kurdistan (Irak).
- 2012, Beser hatakani Xazna mamlook « Khazana, der Mamlook », Roman in kurdischer Sprache, Yad Verlag, Sulymaniya Kurdistan (Irak).
- 2013, La barzayi Shorakanawa, «Von den Mauerzinnen», Roman in kurdischer Sprache, Yakeyti Nussaran Verlag, Sulymaniya Kurdistan (Irak).
- 2014, Candide ou L’optimisme de Voltaire, «Candide oder der Optimismus» von Voltaire, Übersetzung aus dem Französischen ins Kurdische, Endeshe[6] Verlag, Sulymaniya Kurdistan (Irak).
- 2015, Shawani Adam, «Adams Nächte», Roman in kurdischer Sprache, Endeshe Verlag, Sulymaniya Kurdistan (Irak).
- 2016, Rue des Boutiques obscures, Roman von Patrick Modiano, Übersetzung aus dem Französischen ins Kurdische, Endeshe Verlag, Sulymaniya Kurdistan (Irak).
- 2018, Yadashti Atr u Aguer «Erinnerungen an Parfum und Feuer», Roman in kurdischer Sprache, Endeshe Verlag, Sulymaniya Kurdistan (Irak).
- 2019, Avin u Geng «Leidenschaft und Krieg», Sammlung kurdischer Gedichte, Endeshe Verlag, Sulymaniya Kurdistan (Irak).
- 2019 Les Métamorphoses, Ovide, «Metamorphosen» von Ovid, Übersetzung aus dem Französischen ins Kurdische, Endeshe Verlag, Sulymaniya Kurdistan (Irak).
- 2020 Rhinocéros, Eugène Ionesco, «Die Nashörner» von Eugène Ionesco, Übersetzung aus dem Französischen ins Kurdische, Endeshe Verlag, Sulymaniya Kurdistan (Irak).
- 2021 Balendakansh denishnawa, „Auch die Vögel landen“, Roman in kurdischer Sprache, Rahand Verlag, Sulymaniya Kurdistan (Irak)
- 2021 Derya u xwana sharawakay Marjan, «Das Meer und die verborgenen Träume Marjans», Roman in kurdischer Sprache, Rahand Verlag, Sulymaniya Kurdistan (Irak).
- 2021 „Aw hawra kpa“, biografie in kurdischer Sprache. Rahand Verlag, Sulymaniya Kurdistan (Irak).
- 2022 Manuel français - kurdischer. In Zusammenarbeit mit Hamid Drudi et Philippe Delarbre, Serdam Verlag, Sulymaniya Kurdistan (Irak).